# فوركان انديتش

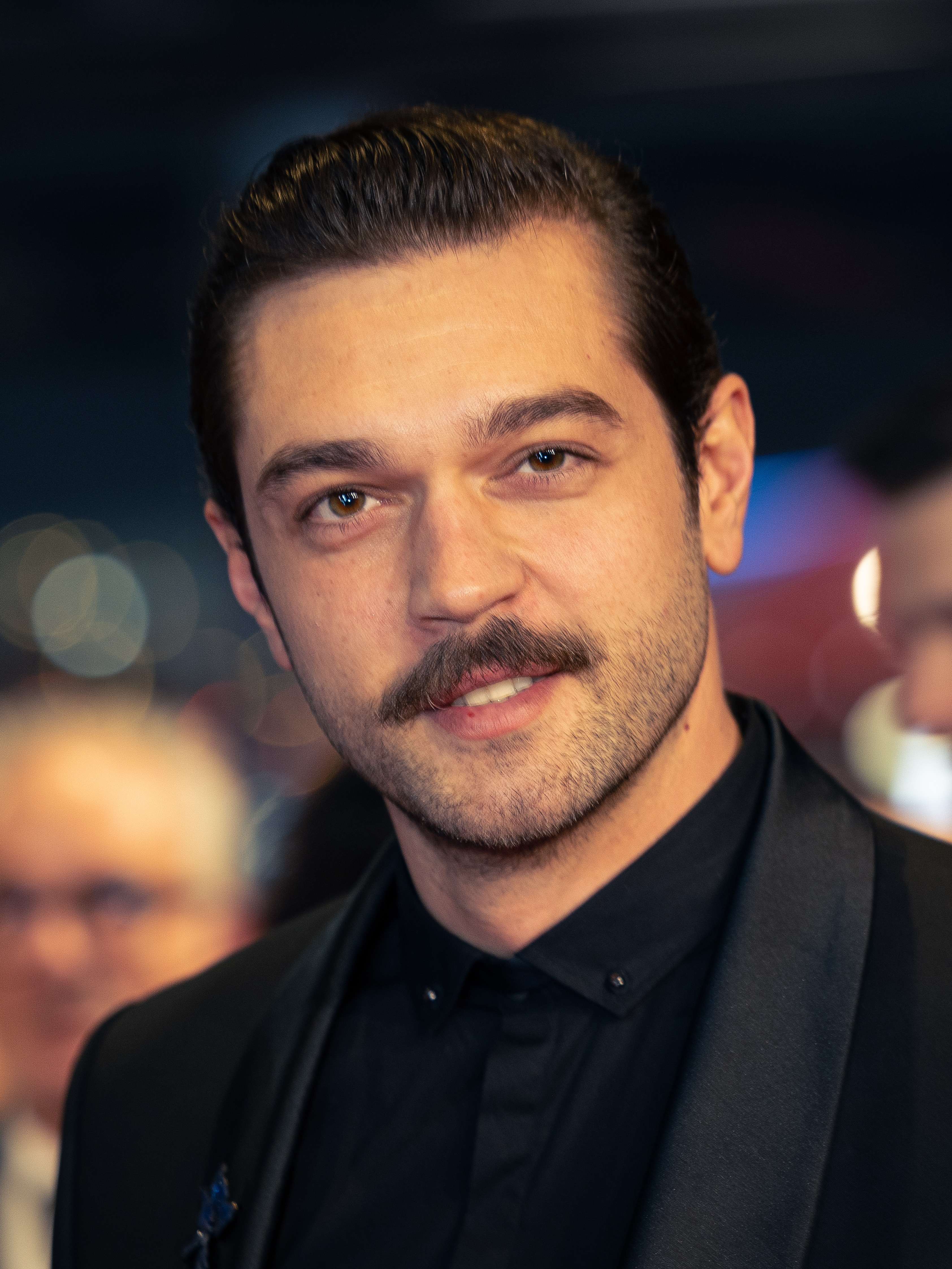
فوركان انديتش في عام 2025

فوركان انديتش (من مواليد 4 أبريل 1990، إسطنبول، تركيا) هو ممثل تركي.

## الحياه والعمل

### الحياه
ولد فوركان من أم تركية من اصل بوسني وأب من طرابزون، تركيا وهو الابن الأوسط ولديه اخين؛ تعلم اللغة الروسيه ودرس الاقتصاد بأوكرانيا ولكن نتيجه الشروط الدراسيه الصعبه في هذه البلد رجع الي إسطنبول وذهب للدراسه في جامعة Bilgi قسم الراديو والتلفاز و بعدها انتقل الي جامعة يدي تبيه قسم التصميم والاتصالات المرئية وتخرج منها عام 2012

### العمل
بدأ مشوارة الفني من خلال المشاركة في الإعلانات التجارية، وأول أعماله كانت عام 2011 في مسلسل يوميات كلية علي قناة TNT وفي نفس العام شارك في مسلسل نساء حائرات وفي عام 2012 شارك في المسلسل الشهير اسميتها فريحة وعام 2013 شارك في مسلسل الهروب من المطر وفي نفس العام شارك في مسلسل حب خبز أحلام ، وعام 2014 زادت شهرته بعد مشاركته في المسلسل الكوميدي عروسات هاربات
وفي عام 2015 شارك في المسلسل الدرامي الأزهار الحزينة بدور جوكهان
عام 2016 كان أول دور بطوله تامه له في مسلسل الانتقام الحلو بجانب ليلى ليديا توغوتلو، وعام 2017 شارك بدور البطولة في مسلسل مريم بجانب آيتشا آيشين توران
وعام 2019 شارك في مسلسل أبناء الإخوة من بطولة عائشة بينغول ونور فتاح اوغلو و محمد استلنتوغ
وأخر أعماله كانت في 2019 وهو المسلسل الكوميدي أنت في كل مكان بجانب الممثله ايبوكي بوسات